# Rally Cataluña de 2011
El Rally Cataluña de 2011, oficialmente 47è Rally RACC Catalunya – Costa Daurada (Rallye de España), fue la edición 47.ª y la duodécima ronda de la temporada 2011 del Campeonato Mundial de Rally. Se celebró entre el 21 y el 23 de octubre de 2011 y fue además la octava ronda del Campeonato Super 2000 y la sexta ronda del Campeonato de Producción. El rally constaba de dieciocho tramos con un total de 406,52 km cronometrados, sobre asfalto y tierra
La victoria fue para Sébastien Loeb, que ganaba por octava vez en la prueba española, la quinta de la temporada 2011 que lideró la carrera desde el séptimo tramo. El francés que llegaba líder del campeonato adjudicaba automáticamente el campeonato de constructores a Citroën mientras que el de pilotos se decidiría en la siguiente ronda, en Gran Bretaña. Por su parte, el finlandés Mikko Hirvonen, el único piloto en la lucha por el título junto a Loeb, terminaba en tercera posición, pero su compañero Jari-Matti Latvala que había terminado por delante de él, cometió una penalización en el último control para cederle la segunda posición y  dejarle con mayores opciones en la lucha por el campeonato en la última ronda.
En el Campeonato Super 2000, Juho Hänninen ganaba la clase y se adjudicaba el campeonato. Su rival más directo Ott Tänak finalizaba en sexta posición, conformándose con el subcampeonato. En el Campeonato de Producción vencía Patrik Flodin, mientras que Hayden Paddon finalizaba en la octava plaza, resultado que le valía para proclamarse ganador del certamen.

## Itinerario y resultados
| Día                   | SS   | Tiempo | Nombre                             | Distancia | Ganador            | Tiempo  | Velo. media | Líder rally        |
| --------------------- | ---- | ------ | ---------------------------------- | --------- | ------------------ | ------- | ----------- | ------------------ |
| Día 1 (21 de octubre) | SS1  | 8:43   | Pesells 1                          | 25.74 km  | Sébastien Loeb     | 15:18.7 | 100.86 km/h | Sébastien Loeb     |
| Día 1 (21 de octubre) | SS2  | 9:51   | Terra Alta 1                       | 35.94 km  | Sébastien Ogier    | 23:49.4 | 90.52 km/h  | Sébastien Loeb     |
| Día 1 (21 de octubre) | SS3  | 11:29  | Les Garrigues 1                    | 18.50 km  | Sébastien Ogier    | 13:14.7 | 83.81 km/h  | Sébastien Loeb     |
| Día 1 (21 de octubre) | SS4  | 16:42  | Pesells 2                          | 25.74 km  | Jari-Matti Latvala | 14:42.2 | 105.04 km/h | Jari-Matti Latvala |
| Día 1 (21 de octubre) | SS5  | 17:50  | Terra Alta 2                       | 35.94 km  | Jari-Matti Latvala | 23:19.4 | 92.46 km/h  | Jari-Matti Latvala |
| Día 1 (21 de octubre) | SS6  | 19:28  | Les Garrigues 2                    | 18.50 km  | Sébastien Loeb     | 13:14.5 | 83.83 km/h  | Sébastien Loeb     |
| Día 2 (22 de octubre) | SS7  | 9:40   | El Priorat 1                       | 45.97 km  | Sébastien Loeb     | 25:35.9 | 107.75 km/h | Sébastien Loeb     |
| Día 2 (22 de octubre) | SS8  | 11:08  | Riba-roja d'Ebre 1                 | 12.27 km  | Sébastien Loeb     | 8:06.9  | 90.72 km/h  | Sébastien Loeb     |
| Día 2 (22 de octubre) | SS9  | 11:33  | Punta de les Torres 1              | 13.53 km  | Jari-Matti Latvala | 7:05.7  | 114.42 km/h | Sébastien Loeb     |
| Día 2 (22 de octubre) | SS10 | 14:48  | El Priorat 2                       | 45.97 km  | Jari-Matti Latvala | 25:39.1 | 107.53 km/h | Sébastien Loeb     |
| Día 2 (22 de octubre) | SS11 | 16:16  | Riba-roja d'Ebre 2                 | 12.27 km  | Dani Sordo         | 8:12.3  | 89.73 km/h  | Sébastien Loeb     |
| Día 2 (22 de octubre) | SS12 | 16:41  | Punta de les Torres 2              | 13.53 km  | Jari-Matti Latvala | 7:04.2  | 114.82 km/h | Sébastien Loeb     |
| Día 3 (23 de octubre) | SS13 | 7:02   | Santa Marina 1                     | 26.51 km  | Sébastien Ogier    | 15:55.3 | 99.90 km/h  | Sébastien Loeb     |
| Día 3 (23 de octubre) | SS14 | 8:22   | La Mussara 1                       | 20.48 km  | Mikko Hirvonen     | 11:13.6 | 109.45 km/h | Sébastien Loeb     |
| Día 3 (23 de octubre) | SS15 | 9:12   | Coll de la Teixeta 1               | 4.32 km   | Sébastien Loeb     | 2:37.0  | 99.06 km/h  | Sébastien Loeb     |
| Día 3 (23 de octubre) | SS16 | 11:39  | Santa Marina 2                     | 26.51 km  | Sébastien Ogier    | 15:37.9 | 101.75 km/h | Sébastien Loeb     |
| Día 3 (23 de octubre) | SS17 | 12:59  | La Mussara 2                       | 20.48 km  | Jari-Matti Latvala | 11:09.6 | 110.11 km/h | Sébastien Loeb     |
| Día 3 (23 de octubre) | SS18 | 14:11  | Coll de la Teixeta 2 (Power stage) | 4.32 km   | Kris Meeke         | 2:45.7  | 93.86 km/h  | Sébastien Loeb     |

## Clasificación final

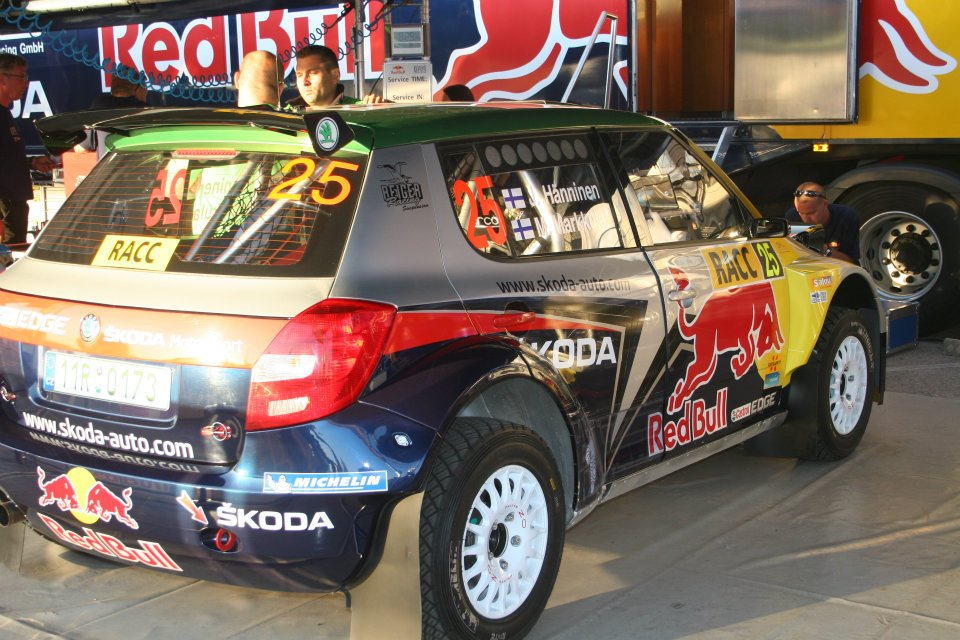
Juho Hänninen venció en su categoría con el Škoda Fabia S2000 y se llevó el título del campeonato Super 2000.

| Pos.      | Piloto                | Copiloto             | Automóvil                      | Tiempo    | Diferencia | Puntos |
| WRC       | WRC                   | WRC                  | WRC                            | WRC       | WRC        | WRC    |
| --------- | --------------------- | -------------------- | ------------------------------ | --------- | ---------- | ------ |
| 1.        | Sébastien Loeb        | Daniel Elena         | Citroën DS3 WRC                | 4:05:39.3 | 0.0        | 25+1   |
| 2.        | Mikko Hirvonen        | Jarmo Lehtinen       | Ford Fiesta RS WRC             | 4:07:46.2 | 2:06.9     | 18     |
| 3.        | Jari-Matti Latvala    | Miikka Anttila       | Ford Fiesta RS WRC             | 4:08:11.7 | 2:32.4     | 15     |
| 4.        | Dani Sordo            | Carlos Del Barrio    | Mini John Cooper Works WRC     | 4:09:03.4 | 3:24.1     | 12+2   |
| 5.        | Kris Meeke            | Paul Nagle           | Mini John Cooper Works WRC     | 4:10:54.3 | 5:15.0     | 10+3   |
| 6.        | Mads Østberg          | Jonas Andersson      | Ford Fiesta RS WRC             | 4:11:33.5 | 5:54.2     | 8      |
| 7.        | Evgeny Novikov        | Denis Giraudet       | Citroën DS3 WRC                | 4:15:11.1 | 9:31.8     | 6      |
| 8.        | Henning Solberg       | Ilka Minor           | Ford Fiesta RS WRC             | 4:15:19.4 | 9:40.1     | 4      |
| 9.        | Dennis Kuipers        | Frédéric Miclotte    | Ford Fiesta RS WRC             | 4:16:53.1 | 11:13.8    | 2      |
| 10.       | Juho Hänninen         | Mikko Markkula       | Škoda Fabia S2000              | 4:19:28.5 | 13:49.2    | 1      |
| SWRC      |                       |                      |                                |           |            |        |
| 1. (10.)  | Juho Hänninen         | Mikko Markkula       | Škoda Fabia S2000              | 4:19:28.5 | 0.0        | 25     |
| 2. (11.)  | Nasser Al-Attiyah     | Giovanni Bernacchini | Ford Fiesta S2000              | 4:19:43.4 | 14.9       | 18     |
| 3. (13.)  | Martin Prokop         | Jan Tománek          | Ford Fiesta S2000              | 4:20:26.2 | 57.7       | 15     |
| 4. (15.)  | Craig Breen           | Gareth Roberts       | Ford Fiesta S2000              | 4:21:48.7 | 2:20.2     | 12     |
| 5. (18.)  | Hermann Gassner       | Timo Gottschalk      | Škoda Fabia S2000              | 4:24:30.6 | 5:02.1     | 10     |
| 6. (27.)  | Ott Tänak             | Kuldar Sikk          | Ford Fiesta S2000              | 4:49:41.2 | 30:12.7    | 8      |
| 7. (28.)  | Karl Kruuda           | Martin Järveoja      | Škoda Fabia S2000              | 4:50:29.9 | 31:01.4    | 6      |
| 8. (40.)  | Albert Llovera        | Diego Vallejo        | Abarth Grande Punto S2000      | 5:12:07.6 | 52:39.1    | 4      |
| PWRC      |                       |                      |                                |           |            |        |
| 1. (21.)  | Patrik Flodin         | Göran Bergsten       | Subaru Impreza WRX STI         | 4:29:40.7 | 0.0        | 25     |
| 2. (22.)  | Michał Kościuszko     | Maciej Szczepaniak   | Mitsubishi Lancer Evolution X  | 4:29:42.7 | 2.0        | 18     |
| 3. (24.)  | Benito Guerra         | Borja Rozada         | Mitsubishi Lancer Evolution X  | 4:39:26.2 | 9:45.5     | 15     |
| 4. (29.)  | Bader Al Jabri        | Stephen McAuley      | Subaru Impreza WRX STI         | 4:50:47.3 | 21:06.6    | 12     |
| 5. (30.)  | Oleksandr Saliuk, Jr. | Pavlo Cherepin       | Mitsubishi Lancer Evolution IX | 4:52:48.0 | 23:07.3    | 10     |
| 6. (31.)  | Nicolás Fuchs         | Cándido Carrera      | Mitsubishi Lancer Evolution X  | 4:53:58.4 | 24:17.7    | 8      |
| 7. (32.)  | Valeriy Gorban        | Andrey Nikolayev     | Mitsubishi Lancer Evolution IX | 4:55:48.4 | 26:07.7    | 6      |
| 8. (34.)  | Hayden Paddon         | John Kennard         | Subaru Impreza WRX STI         | 5:01:04.1 | 31:23.4    | 4      |
| 9. (35.)  | Oleksiy Kikireshko    | Sergey Larens        | Mitsubishi Lancer Evolution IX | 5:06:47.2 | 37:06.5    | 2      |
| 10. (36.) | Martin Semerád        | Michal Ernst         | Mitsubishi Lancer Evolution IX | 5:07:04.3 | 37:23.6    | 1      |

### Powerstage
El último tramo disputado (Coll de la Teixeta 2) era el Powerstage, donde marcaron el mejor crono los Minis de Kris Meeke y Dani Sordo, seguido de Loeb. Sumaron 3, 2 y 1 punto extra respectivamente a sus cuentas particulares.
| Pos. | Piloto         | Tiempo | Dif. | Vel. media | Puntos |
| ---- | -------------- | ------ | ---- | ---------- | ------ |
| 1    | Kris Meeke     | 2:45.7 | 0.0  | 93.86 km/h | 3      |
| 2    | Dani Sordo     | 2:45.9 | +0.2 | 93.74 km/h | 2      |
| 3    | Sébastien Loeb | 2:50.6 | +4.9 | 91.16 km/h | 1      |

## Campeonato
- Resultados del campeonato tras la celebración del Rally Cataluña:

| Pos | Piloto                    | SWE | MEX | POR | JOR | ITA  | ARG | GRE | FIN | GER | AUS  | FRA | ESP | GBR | Pts |
| --- | ------------------------- | --- | --- | --- | --- | ---- | --- | --- | --- | --- | ---- | --- | --- | --- | --- |
| 1   | Sébastien Loeb            | 6 2 | 1 2 | 2 1 | 3 3 | 1 3  | 1 3 | 2 2 | 1   | 2 1 | 10 1 | Ret | 1 3 |     | 222 |
| 2   | Mikko Hirvonen            | 1   | 2 1 | 4   | 4 2 | 2 1  | 2 2 | 3 3 | 4 1 | 4   | 1    | 3   | 2   |     | 214 |
| 3   | Sébastien Ogier           | 4 1 | Ret | 1 3 | 1 1 | 4    | 3   | 1 1 | 3 3 | 1 2 | 11   | 1 3 | Ret |     | 193 |
| 4   | Jari-Matti Latvala        | 3 3 | 3   | 3 2 | 2   | 18 2 | 7   | 9   | 2 2 | 14  | 2 2  | 4 1 | 3   |     | 146 |
| 5   | Petter Solberg            | 5   | 4 3 | 6   | Ret | 3    | 4 1 | 4   | 5   | 5 3 | 3 3  | EX  | Ret |     | 110 |
| 6   | Mads Østberg              | 2   | 5   | 31  | 13  | 5    | 5   | 12  | 6   | Ret |      | 7   | 6   |     | 70  |
| 7   | Dani Sordo                |     |     |     |     | 6    |     |     | Ret | 3   |      | 2 2 | 4 2 |     | 57  |
| 8   | Matthew Wilson            | 9   | Ret | 5   | 5   | 9    | 8   | 6   | 8   | 11  | 4    | 10  | Ret |     | 53  |
| 9   | Henning Solberg           | Ret | 6   | 9   | 14  | Ret  | DNS | 5   | 7   | 7   | 14   | 6   | 8   |     | 44  |
| 10  | Kimi Räikkönen            | 8   |     | 7   | 6   |      |     | 7   | 9   | 6   | WD   | Ret | Ret |     | 34  |
| 11  | Federico Villagra         |     | 9   | 8   | 7   | 17   | 6   | Ret |     |     |      |     | 16  |     | 20  |
| 12  | Dennis Kuipers            | 13  | Ret | 10  | 9   | Ret  |     | 10  | 11  | 10  |      | 5   | 9   |     | 17  |
| 13  | Khalid Al Qassimi         | 10  |     | 14  | 8   | 13   |     |     | 14  |     | 5    | 12  | 12  |     | 15  |
| 14  | Juho Hänninen             |     | 8   |     |     | 8    |     | 8   | 10  | 20  |      | 26  | 10  |     | 14  |
| 15  | Kris Meeke                |     |     |     |     | Ret  |     |     | Ret | Ret |      | Ret | 5 1 |     | 13  |
| 16  | Hayden Paddon             |     |     | 11  |     |      | 9   |     | 19  |     | 6    |     | 34  |     | 10  |
| 17  | Martin Prokop             | 12  | 7   |     |     | 10   |     | 15  | 12  | 30  |      | 14  | 13  |     | 7   |
| 18  | Ott Tänak                 |     | 10  |     |     | 7    |     | Ret | 13  | 12  |      | 11  | 27  |     | 7   |
| 19  | Per-Gunnar Andersson      | 7   |     |     |     | 15   |     |     | 15  |     |      |     |     |     | 6   |
| 20  | Evgeny Novikov            |     | Ret |     |     | 14   |     | 20  | Ret | Ret | 23   |     | 7   |     | 6   |
| 21  | Michał Kościuszko         |     |     | 24  |     |      | 20  |     | 25  |     | 7    |     | 22  |     | 6   |
| 22  | Ken Block                 | 14  | 12  | WD  |     |      | 18  |     |     | 17  | 19   | 8   | Ret |     | 4   |
| 23  | Armindo Araújo            |     |     | Ret |     | 12   |     | Ret | 20  | 8   |      | Ret | Ret |     | 4   |
| 24  | Oleksandr Saliuk, Jr.     | 32  |     | 20  |     |      |     |     | Ret |     | 8    |     | 30  |     | 4   |
| 25  | Peter Van Merksteijn, Jr. |     |     | 22  | Ret | Ret  | Ret | Ret |     | 9   | 13   | Ret | Ret |     | 2   |
| 26  | Benito Guerra             |     | 12  | 18  |     |      | 15  |     | Ret |     | 9    |     | 24  |     | 2   |
| 27  | Pierre Campana            |     |     |     |     |      |     |     |     | 18  |      | 9   |     |     | 2   |
| 28  | Bernardo Sousa            |     |     | Ret | 10  | Ret  |     | 11  | 24  | 35  |      | 15  | Ret |     | 1   |
| 29  | Patrik Flodin             | EX  |     | 29  |     | 19   | 10  |     | 22  | 27  |      |     | 21  |     | 1   |

### Campeonato de constructores
| Pos | Equipo                    | SWE | MEX | POR | JOR | ITA | ARG | GRE | FIN | GER | AUS | FRA | ESP | GBR | Pts |
| --- | ------------------------- | --- | --- | --- | --- | --- | --- | --- | --- | --- | --- | --- | --- | --- | --- |
| 1   | Citroën Total WRT         | 22  | 25  | 43  | 40  | 37  | 40  | 43  | 40  | 43  | 14  | 25  | 25  |     | 397 |
| 2   | Ford Abu Dhabi WRT        | 40  | 33  | 27  | 30  | 20  | 24  | 21  | 30  | 17  | 43  | 33  | 33  |     | 351 |
| 3   | M-Sport Stobart Ford WRT  | 18  | 18  | 4   | 3   | 18  | 14  | 12  | 14  | 4   | 12  | 16  | 12  |     | 145 |
| 4   | Petter Solberg WRT        | -   | 12  | 10  | 0   | 15  | 12  | 12  | 10  | 12  | 15  | 0   | 0   |     | 98  |
| 5   | FERM Power Tools WRT      | 4   | 0   | 2   | 4   | 0   | -   | 4   | 2   | 6   | -   | 12  | 10  |     | 44  |
| 6   | Team Abu Dhabi            | 6   | -   | 1   | 6   | 6   | -   | -   | 1   | -   | 10  | 4   | 8   |     | 42  |
| 7   | Munchi's Ford WRT         | -   | 6   | 6   | 8   | 4   | 8   | 0   | -   | -   | -   | -   | 6   |     | 38  |
| 8   | Monster WRT               | 2   | 4   | 0   | -   | -   | 2   | -   | -   | 1   | 2   | 8   | 0   |     | 19  |
| 9   | Van Merksteijn Motorsport | -   | -   | 0   | 0   | 0   | 0   | 0   | -   | 8   | 4   | 0   | 4   |     | 16  |
| 10  | Brazil WRT                | -   | -   | 0   | 0   | 1   | 0   | 0   | 0   | 0   | 0   | 0   | 2   |     | 3   |
| - * | Ice 1 Racing              | 8   | -   | 8   | 10  | -   | -   | 8   | 4   | 10  | -   | -   | -   |     | 48  |